# 陳昌 (成化進士)
陳昌（？—？），號惺泉，直隶常州府无锡县人，民籍，明朝政治人物。

## 生平
成化十六年（1480年）庚子科應天府鄉試舉人，明年联捷十七年辛丑科會試，因病未殿试，成化二十年（1499年）中式甲辰科二甲第五十一名進士。官至户部员外郎，分司淮安鈔关。又赴浙江督理逋税，半道得疾，归数月卒。

## 家族
祖父耕樂翁；祖母姚氏。父裕轩公；母钱氏。子陈表、陈言、陈文。